# 矢島誠
矢島 誠（やじま まこと、1954年1月7日 -）は、日本の推理作家。

## 略歴
東京都国立市出身。東京都立立川高等学校、中央大学文学部仏文科卒。
大学卒業後、日本文芸社に入社、「漫画ゴラク」編集者となる。当時担当した漫画家は佐藤まさあき、由起賢二、司敬、はらたいらなど。佐藤とは特に関係が深く、佐藤の著書「『劇画の星』をめざして - 誰も書かなかった『劇画内幕史』」（1996年、文藝春秋）に、編集部のやり方に怒って、数日、会社を無断欠勤した気骨ある編集者として登場する。
同社在籍中、『星狩人』で、第29回江戸川乱歩賞の候補となる。1986年末に日本文芸社を退社。翌1987年、『殺意泥棒』で第8回横溝正史ミステリ大賞候補（後に『双曲線上の殺人』として天山出版から刊行。その後ハルキ文庫）。1988年1月、『霊南坂殺人事件』（栄光出版社）を刊行して作家生活に入る。一時期、若桜木虔との合作プロジェクトである「星乃 彗理」名義でも著書を刊行するが、現在は若桜木との関係を解消。但し、2001年には、若桜木との連名で『新本陣殺人事件』（河出書房）を刊行している（同作は同年の「週刊文春」ミステリベストテン国内部門で第5位）。また、夏海 俊介名義でも作品を発表したことがある。
また、2011年3月、作家の松井計との合作名義、松島 京作で時代小説『本所深川謎解き控え 一番手柄』を徳間書店から刊行した。

## 著書

### 矢島誠 名義
- 『霊南坂殺人事件』（栄光出版社、エイコー・ノベルズ） 1988.1
- 『「六大都市」Kの殺人』（栄光出版社、エイコー・ノベルズ） 1988.5
- 『鎌倉XXの殺人』（天山出版、TENZAN NOVELS） 1988.10
- 『双曲線上の殺人』（天山出版、TENZAN NOVELS） 1989.4、のちハルキ文庫
- 『「双子座」12文字の殺人』（講談社、講談社ノベルス） 1989.6
- 『東京「新・山の手」Yの殺人』（立風書房、立風ノベルス） 1989.9
- 『名古屋殺人事件』（栄光出版社、エイコー・ノベルズ） 1989.11
- 『死者の暗号殺人事件』（大陸書房、TAIRIKU NOVELS） 1989.12
- 『長崎の暗号殺人事件』（大陸書房、TAIRIKU NOVELS） 1990.11
- 『時の殺意 京都』（天山出版、TENZAN NOVELS） 1991
- 『超高層街殺人事件』（双葉社、双葉ノベルズ） 1991
- 『寝台特急「北斗星」0文字の殺人』（講談社、講談社ノベルス） 1991.7
- 『殺人二都物語』（青樹社、Big books） 1991
- 『シンデレラエクスプレス殺人事件』（廣済堂出版、広済堂ブルーブックス） 1991.11
- 『金沢・銘菓の老舗殺人事件』（勁文社、ケイブンシャノベルス） 1992.5
- 『信州安曇野Mの悲劇』（青樹社、Big books） 1992
- 『名探偵法務須の謎解き推理事件簿 - ショート・ミステリーパズル』（廣済堂出版、 広済堂文庫） 1998.4
- 『鉄道捜査官(1) 殺意のスーパーあずさ2号』（青樹社、Big books）
- 『鉄道捜査官(2) 殺意の寝台特急北斗星2号』（青樹社、Big books）
- 『鉄道捜査官(3) 殺意のサンライズ特急瀬戸』（青樹社、Big books）

### 星乃彗理 名義
- 『牡羊座の凶劇・殺しの幕はあがった』（徳間書店、TOKUMA O NOVELS） 1994.3
- 『牡牛座の凶劇・花菖蒲は見ていた』（徳間書店、TOKUMA O NOVELS） 1994.4
- 『双子座の凶劇・もうひとつ死体が残った』（徳間書店、TOKUMA O NOVELS） 1994.5
- 『蟹座の凶劇・殺戮の紅い雨が降る』（徳間書店、TOKUMA O NOVELS） 1994.6
- 『獅子座の凶劇・血塗りの殺人カード』（徳間書店、TOKUMA O NOVELS） 1994.7
- 『乙女座の凶劇・別荘地に散る死体』（徳間書店、TOKUMA O NOVELS） 1994.8

### 夏海俊介 名義
- 『光る波の誘い』（湘南出版センター、湘南サスペンス 2） 1993.5
- 『潮騒のかなたに』（湘南出版センター、湘南サスペンス 3） 1993.12

### 松島京作 名義
- 『本所深川謎解き控え 一番手柄』（徳間書店、徳間文庫） 2011.3

## テレビ化作品
- 双曲線上の殺人（日本テレビ火曜サスペンス劇場「星座伝説殺人事件」）
- 消えた輝き（雨の会編の『やっぱりミステリーが好き』収録・テレビ朝日土曜ワイド劇場「ダイヤモンドの罠」）